# Chartreuse d'Avigliana
Ne doit pas être confondu avec la Chartreuse de San Francesco.
La chartreuse de la Sainte-Trinité d'Avigliana était un ancien monastère chartreux situé à Veillane (italien : Avigliana) dans le Piémont en Italie. 

## Histoire
Sous les murs de la ville de Veillane, il y a un couvent de 1356 de l'ordre des humiliés, cette congrégation religieuse y reste jusqu'en 1570. Le cardinal Borromeo dissout la communauté "pour des références morales" et ferme la structure. Le monastère est donné en 1595 à la chartreuse de Banda par son commendataire, Jean Carnaglia. La communauté s’y transfère en 1598. 
En 1630, le duc Charles-Emmanuel Ier de Savoie ordonne sa destruction pour mettre en défense la ville, devant l’invasion française imminente. Il promet de la reconstruire ailleurs, et les moines se retirent à Montebenedetto. Sa belle-fille,  Christine de France, duchesse-régente de Savoie fait construire la chartreuse de Turin en 1642.
Au XIXe siècle, les restes de l'ancien monastère sont achetés par la famille Orsini qui l'utilise comme maison de campagne.